# Eclipse solar del 3 de octubre de 2005

Movimiento del eclipse anular del 3 de octubre de 2005.

El 3 de octubre de 2005 tuvo lugar un eclipse de Sol anular sobre Europa y África. En un eclipse anular la Luna no oculta por completo al Sol, dejando un anillo luminoso alrededor de esta.

## Trayectoria

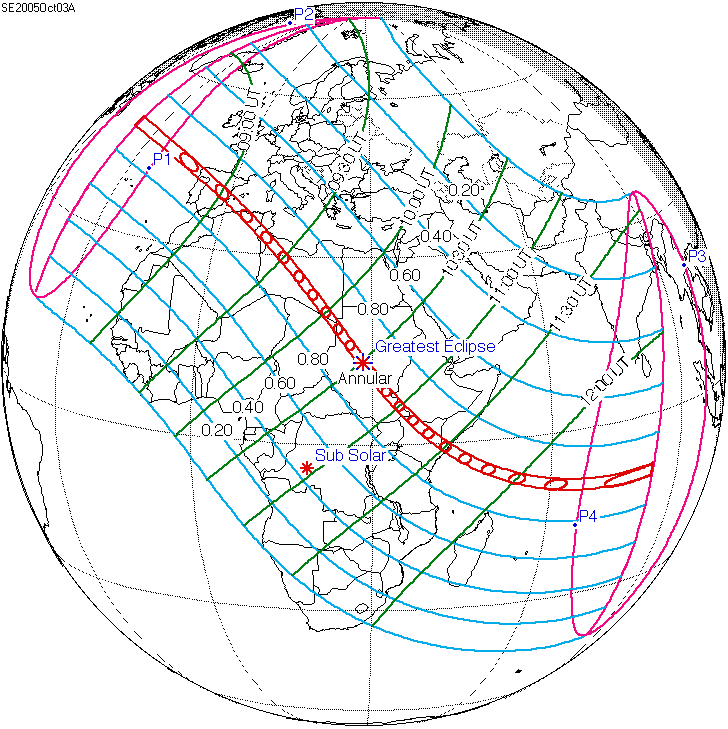
Trayectoria del eclipse.

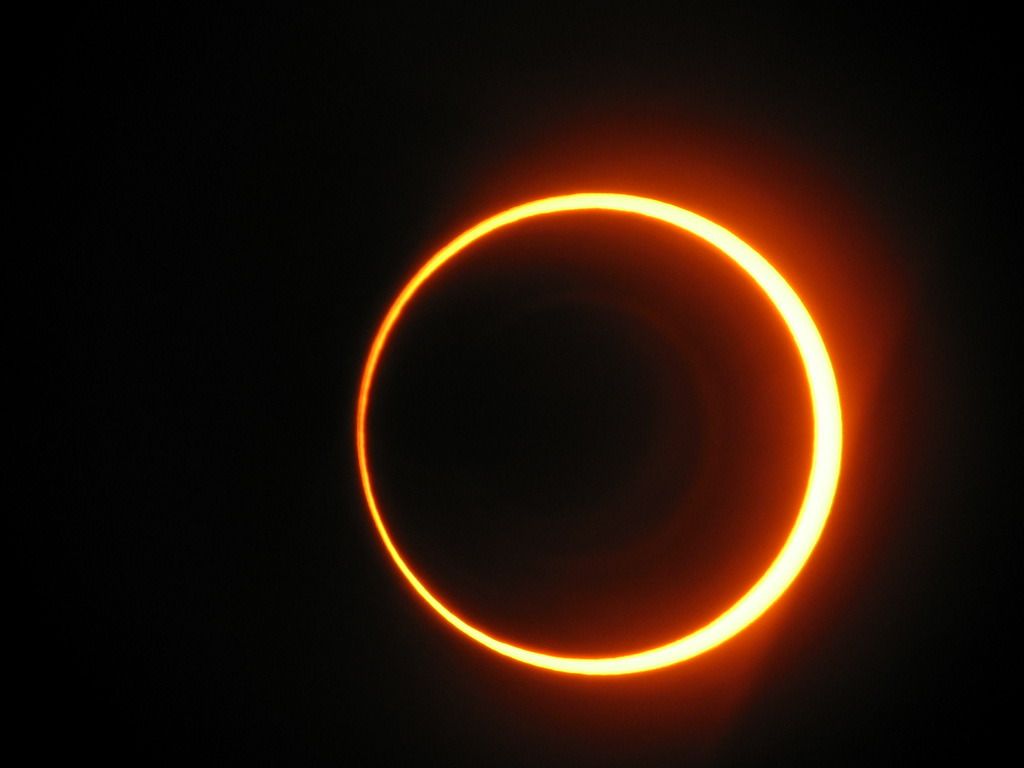
Imagen del eclipse anular desde Madrid.

El eclipse comenzó sobre el Atlántico Norte a las 8:41 GMT. A las 8:56 GMT (las 10:56 hora local), cruzó Madrid durante 4 minutos y 11 segundos. A las 10:31 GMT se produjo en la parte central de Sudán la máxima magnitud del eclipse, con una duración de 4 minutos y 31 segundos. El evento continuó después por la costa sur de Somalia, a las 11:10 GMT, para finalmente concluir con la puesta de Sol sobre el Océano Índico a las 12:20 GMT.
Desde la península ibérica, no se podía ver un eclipse anular desde hacía 241 años. No se volverá a ver otro parecido hasta 2028.

### Países
En esta lista están los países en los que se pudo contemplar la anularidad del eclipse:
- España, Portugal, Argelia, Túnez, Libia, Chad, Sudán, Etiopía, Kenia, Marruecos y Somalia.

### España
El eclipse fue visto como anular en una franja de unos 185 kilómetros de media. A continuación se listan algunas de las localidades españolas más importantes en las que se pudo contemplar la anularidad del eclipse:
- León, Vigo, Pontevedra, Santiago de Compostela, Orense, Ponferrada, Zamora, Salamanca, Miranda de Ebro (Burgos), Ávila, Valladolid, Móstoles, Toledo, Segovia, Guadalajara, Madrid, Aranjuez, Cáceres, Cuenca, Albacete, Valencia, Gandía, Alcoy, Elche, Alicante, Alcázar de San Juan y Denia. El sur de las islas de Ibiza y Formentera.

## Efectos
El principal efecto fue la bajada progresiva de la temperatura. En Madrid, un equipo de la Universidad Nacional de Educación a Distancia, registró una bajada de 3,5 °C y en Valencia la temperatura descendió en promedio 2,8 °C.
Se pudo observar el fenómeno de cámara estenopeica en la proyección de las sombras.

### Imágenes en directo
- Imágenes de abc.es con distintos filtros
- Live Eclipse - retransmitirá en directo vídeo del eclipse, tomados desde distintos puntos de España
- Fomento ofrece imágenes en tiempo real del eclipse de Sol
- Eclipse Anular de Sol (3 de octubre de 2005)  - Observatorio UCM

### Información sobre el eclipse
- Información sobre el eclipse anular ofrecida por el Planetario de Madrid
- Eclipse anular de 3 de octubre de 2005
- Extensa información sobre el eclipse (en inglés)
- Amplia información del eclipse anular del Sol en la BBC (en inglés)

- Datos: Q1030370
- Multimedia: Solar eclipse of 2005 October 3 / Q1030370